# 战略空军司令部
战略空军司令部（Strategic Air Command，简写SAC），是在美国美北某一营区，搜集美国海陆空及军事卫星资讯，每天24小时汇整是否有外国武器侵犯美国与北盟国加拿大的国境资讯，并作出防卫初步驱逐军事反应的军事指挥机构。建立于1948年美国空军从美国陆军航空军独立出来的时候。并于1992年作为美军裁军和重组的一部分被撤销。
2009年8月7日，戰略空軍司令部恢復了先前美國空軍一級司令部的角色，並改名為空軍全球打擊司令部（AFGSC），AFGSC最終獲得了對所有美國空軍轟炸機和洲際彈道飛彈部隊的控制權。